# Fabio Maniscalco
Fabio Maniscalco (Napoli, 1º agosto 1965 – Napoli, 1º febbraio 2008) è stato un archeologo italiano.
È stato specialista di tutela e salvaguardia dei beni culturali.

## Biografia
Si laureò in lettere classiche presso l'Università degli Studi di Napoli Federico II, per poi specializzarsi in archeologia subacquea ad Aix-en-Provence.
Nel 1993 è diventato Ispettore Onorario del Ministero per i Beni e le Attività Culturali. Da allora ha in diverse occasioni collaborato con la Procura della Repubblica e con la Questura di Napoli in casi inerenti alla tutela del patrimonio culturale.
Tra il 1995 ed il 1998 è stato ufficiale dell'esercito italiano ed ha monitorato la situazione del patrimonio culturale della Bosnia ed Erzegovina, nell'ambito delle missioni multinazionali di pace IFOR e SFOR. Nel 1997 ha creato e diretto il team sperimentale di tutela dei beni culturali del contingente multinazionale in Albania, con cui ha realizzato il monitoraggio del patrimonio culturale durante l'operazione di peace-keeping "ALBA". Tale attività ha rappresentato la prima applicazione della Convenzione dell'Aja del 1954. Durante l'attività di monitoraggio si è inoltre infiltrato nel mercato clandestino dell'arte, recuperando numerosi materiali archeologici.
Ha diretto dal 1998 l'Osservatorio per la Protezione dei Beni Culturali in Area di Crisi. Ha diretto inoltre diversi progetti ed attività finalizzati alla salvaguardia del patrimonio culturale nella ex Jugoslavia, in Albania, in Kosovo, in Medio Oriente, in Algeria, in Nigeria, in Iraq ed in Afghanistan. Ha altresì creato una biblioteca specializzata nel settore dei beni culturali per la Facoltà di Archeologia dell'Università Al-Quds di Ramallah. Per tali attività ha ricevuto numerose medaglie (NATO e SME) e riconoscimenti. Dal 2001 è stato direttore scientifico dei corsi di formazione dell'ISFORM (Istituto per lo Sviluppo, la Formazione e la Ricerca nel Mediterraneo). Inoltre è stato tra i fondatori del Comitato Italiano dello Scudo Blu Comitato Italiano dello "Scudo Blu" (UNESCO), di cui ha anche ricoperto la carica di vice presidente.
Dal 2000 ha insegnato "Archeologia subacquea in aree mediterranee" e "Storia e tutela dei beni architettonici e culturali in aree mediterranee" presso la Facoltà di Studi Arabo-Islamici e del Mediterraneo dell'Università degli Studi di Napoli "L'Orientale". È stato ideatore e curatore della collana monografica "Mediterraneum. Tutela e valorizzazione dei beni culturali ed ambientali" e del "Web Journal of Cultural Patrimony".
Ha lanciato numerosi appelli per sensibilizzare la comunità politica internazionale nei confronti della salvaguardia dei beni culturali in area di guerra.
Nel 2007, per l'attività svolta a favore della salvaguardia del patrimonio culturale nelle aree a rischio bellico è stato proposto per la candidatura al Premio Nobel per la pace.
Nel 2007 Fabio Maniscalco, a causa delle attività condotte in Bosnia ed Erzegovina negli anni novanta, si è ammalato per una forma rara ed anomala di cancro del pancreas causata dall'esposizione con metalli pesanti e uranio impoverito, malattia che l'ha portato alla morte nel febbraio 2008..

## Riconoscimenti
Nel 2000 è stato libero docente di Tutela dei beni culturali e Archeologia subacquea presso diversi atenei italiani. Nel 2006 è stato nominato "Professore per Chiara Fama" dall'Istituto di Archeologia dell'Accademia delle Scienze dell'Albania" e socio onorario della "Unione Italiana Scrittori e Artisti Europei" della UIL.
Nel 2007 è stato nominato Socio Onorario dell'Associazione Nazionale Archeologi, mentre a settembre 2008 gli viene intitolata un'aula dell'Università degli studi di Napoli "L'Orientale", dove insegnava.
Nel 2009 Fabio Maniscalco è stato riconosciuto "vittima del dovere" dal Ministero della Difesa Italiano.
Nel 2019 gli è stato intitolato uno slargo nella zona dei colli aminei a Napoli.

## Opere

### Pubblicazioni
- Archeologia Subacquea, (1992).
- Il nuoto nel mondo greco-romano, (1995).
- Ninfei ed edifici marittimi severiani del Palatium imperiale di Baia, (1997).
- Sarajevo: itinerari artistici perduti, (1997). Il volume ha ottenuto il premio della Presidenza del Consiglio dei ministri[20].
- Fondamenti di archeologia subacquea, (1998).
- Frammenti di storia venduta. I tesori di Albania, (1998)[21].
- Jus Praedae, (1999).
- Furti d'Autore. La tutela del patrimonio culturale mobile napoletano dal dopoguerra alla fine del XX secolo, (2000).
- Kosovo and Methoija 1998-2000, (2000).
- La tutela del patrimonio culturale dell'Algeria, (2003). (br/fr/ita)
- World Heritage and War, (2007). (br/ita)
- "Civiltà in trincea. Omaggio a Fabio Maniscalco" (2009) (postumo).
- "Salvaguardia del patrimonio archeologico del Mali" in "Bollettino del Gruppo di Ricerca sul restauro archeologico" Università di Firenze 2/2011 (postumo).

Ha curato inoltre i volumi: Forma Maris. Forum internazionale di archeologia subacquea, (2001, insieme a Piero Alfredo Gianfrotta),  La tutela dei beni culturali in Italia (2002), La tutela del patrimonio culturale in caso di conflitto (2002), Tutela, conservazione e valorizzazione del patrimonio culturale subacqueo (2004) e Tutela, conservazione e valorizzazione del patrimonio culturale della Palestina, (2005) (br/ita)

### Video-reportages
- Sarajevo. Itinerari artistici perduti (1997, in collaborazione con il Ministero della Difesa);
- Frammenti di storia venduta. I tesori di Albania (1998, in collaborazione con il Ministero della Difesa);
- Kosovo e Metohija; rapporto preliminare sulla situazione dei beni culturali (2001, in collaborazione con il Ministero per gli Affari Esteri). Il video, pubblicato nella rivista "Archeologia Viva" (2001), ha ricevuto il premio dell'ICCROM-UNESCO Media Save Art.

### Collane e riviste
Ha ideato ed è stato curatore della collana monografica Mediterraneum. Tutela e valorizzazione dei beni culturali ed ambientali . Ha creato e diretto la rivista scientifica Web Journal on Cultural Patrimony. È stato altresì codirettore della collana monografica Studi di Storia e topografia sulla Campania romana.